# Rainbow River (Savonoski River)
Der Rainbow River ist ein etwa 27 Kilometer langer linker Nebenfluss des Savonoski River auf der Alaska-Halbinsel im Südwesten des US-Bundesstaats Alaska.

## Verlauf
Der Rainbow River wird von der westlichen Gletscherzunge des Serpent-Tongue-Gletschers auf einer Höhe von etwa 600 m gespeist. Er fließt anfangs in nordnordwestlicher Richtung. Nach 10 Kilometern trifft der Abfluss des östlichen Gletscherarms des Serpent-Tongue-Gletschers auf den Hauptfluss des Rainbow River. Auf den folgenden 10 Kilometern fließt der Rainbow River nach Nordwesten und entwickelt sich zu einem verflochtenen Fluss mit einem bis zu einem Kilometer breiten Flussbett. Weiter westlich verläuft ein weiterer verflochtener Fluss parallel zum Rainbow River. Zumindest in der Vergangenheit flossen Seitenarme des Rainbow River zu diesem weiter westlich verlaufenden Fluss. Der Rainbow River mündet schließlich in das linke Flussufer des nach Westen strömenden Savonoski River. Das Einzugsgebiet des Rainbow River, den westlich benachbarten Fluss nicht mitgerechnet, beträgt 224 km². Es liegt vollständig innerhalb des Katmai-Nationalparks.
Der Fluss wurde 1923 von einer Gruppe des U.S. Geological Survey (USGS) um R. H. Sargent so benannt, „weil dort sechs Regenbögen gesehen wurden“.